# 은하 원반

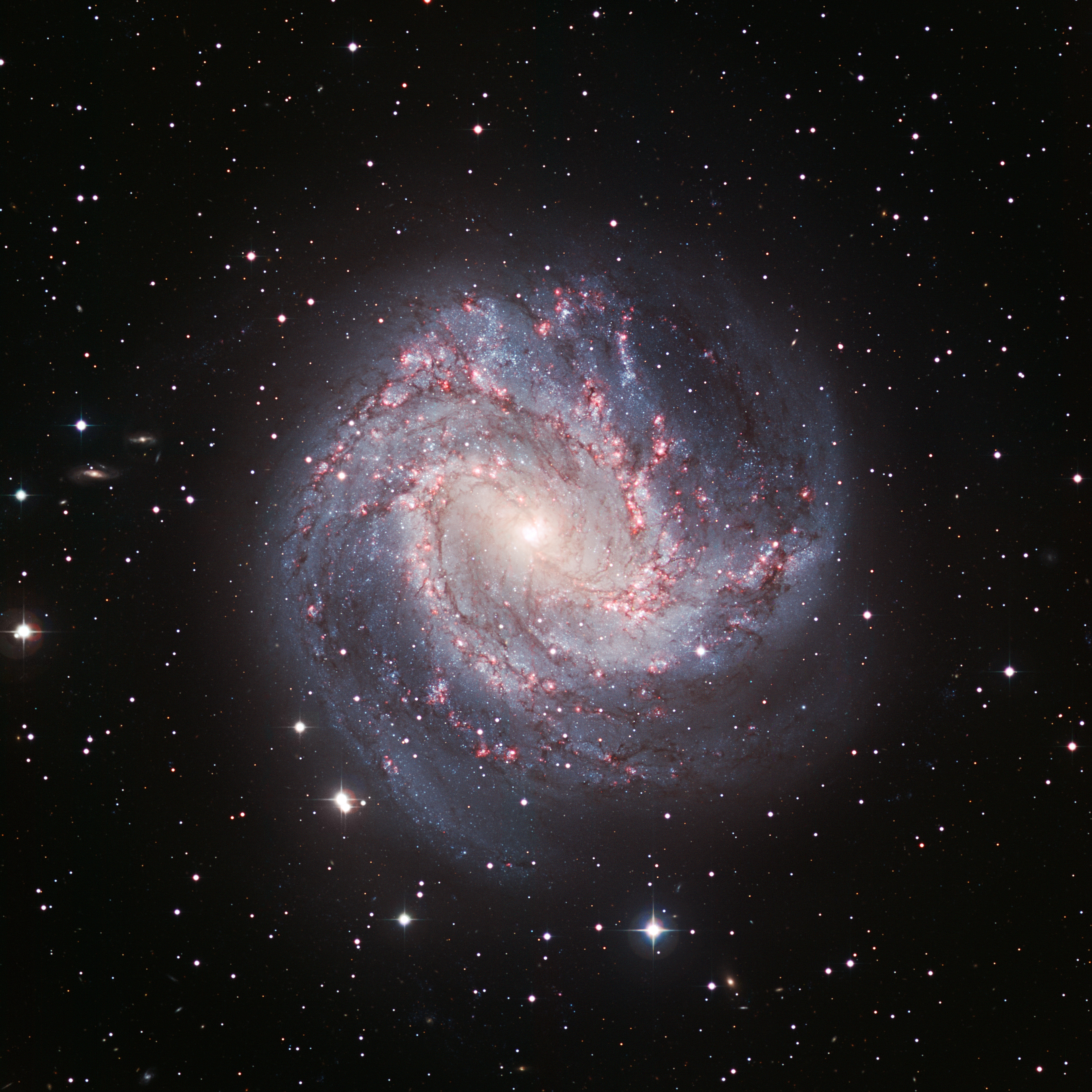
M83 은하의 모습이다.

은하 원반(銀河 圓盤, galactic disc 갤럭틱 디스크[*])는 원반 은하(나선 은하, 막대 나선 은하, 렌즈형 은하)에서 은하 팽대부를 둘러싼 원반 모양의 구조이다. 은하 원반은 보다 큰 공 모양의 은하 헤일로에 싸여있다.
은하 원반에는 은하 팽대부와 은하 헤일로에 비해 성간물질과 젊은 항성이 많다. 태양계는 우리 은하의 원반에 위치한다.
나선 은하와 막대 나선 은하의 원반은 밝은 항성이 많은 나선팔과 그 사이의 항성이 적은 영역으로 구성된다.

## 은하 원반의 회전

은하의 회전 속도이다. A = 암흑 물질이 존재하지 않을 경우이다. B = 실제 관측 값이다.

은하 원반은 보다 안쪽의 팽대부 등의 중력에 대항하여 회전하지만, 강체가 아니므로 차등 회전한다. 광학적인 관측으로는 예측되는 질량 분포에서는, 원반에서 보다 안쪽에 있는 부분이 보다 빠르게 회전한다. 하지만 실제로는 거의 강체의 회전에 가깝게 회전하고 있다. 따라서 광학적으로 관측되지 않는 암흑 물질이 있을 것으로 예상된다.

## 같이 보기
- 두꺼운 원반
- 얇은 원반

## 참조
1. ↑  한국천문학회 편, 《천문학용어집》 203쪽 좌단 24째줄